# Nouveau Théâtre de Besançon
Le Nouveau Théâtre de Besançon est un théâtre labellisé centre dramatique national (CDN) situé à Besançon, en France, dans le quartier des Chaprais. Installé dans l’ancienne salle de fêtes XIXe du complexe thermal de Besançon-les-Bains, face au parc Micaud, il est dirigé par le metteur en scène Tommy Milliot depuis janvier 2024.

## Histoire
La salle des fêtes du Casino est affectée par la ville de Besançon au Centre dramatique national en 1976.

## Locaux
Le lieu fut en tout premier lieu la salle des fêtes du Casino du temps de Besançon-les-Bains. Ensuite il sera transformé en salle de cinéma dirigé par Roger et Line Fallet.

## Direction
- 1971-1981 : André Mairal (Centre théâtral de Franche-Comté)
- 1982-1990 : Denis Llorca (Centre théâtral de Franche-Comté)
- 1991-1996 : René Loyon (Centre dramatique national de Franche-Comté)
- 1997-2002 : Michel Dubois (Nouveau théâtre de Besançon)
- 2003-2011 : Sylvain Maurice (Nouveau théâtre de Besançon-Centre dramatique national de Franche-Comté)
- 2012-2013 : Christophe Maltot (Centre dramatique national Besançon Franche-Comté)
- 2013-2023 : Célie Pauthe (Centre dramatique national Besançon Franche-Comté)
- Depuis 2024 : Tommy Milliot (Nouveau Théâtre de Besançon)

## Activités
Son activité principale est la création théâtrale. Ainsi, chaque saison, des metteurs en scène viennent y répéter et créer leur spectacle. Ouvert aux écritures contemporaines comme aux textes du répertoire, le CDN veut faire découvrir des démarches artistiques innovantes et de jeunes artistes prometteurs. Il programme des spectacles « jeune public » et familiaux.

## Financement
La subvention allouée par la Ville de Besançon s'élevait à 525 000 € en 2022, et à 480 000 € en 2023 et 2024.